# Herman van der Wijck
Herman van der Wijck (Ambarawa, 27 september 1844 – Bad Nauheim, 4 mei 1909) was een Nederlands topambtenaar en lid van de Raad van State.

## Biografie

### Familie
Van der Wijck werd geboren als telg uit het geslacht Van der Wyck en zoon van jhr. mr. Herman Constantijn van der Wijck (1815-1889), lid van de Raad van Indië, en Marianne Susanna Lucia de Kock van Leeuwen (1821-1912). Hij was een broer van jhr. Carel Herman Aart van der Wyck (1840-1914), onder andere gouverneur-generaal van Nederlands-Indië, en van jhr. Herman Marinus van der Wijck (1843-1932), minister. Van der Wijck trouwde in 1887 met Johanna Philippina Frédérique Caroline Constantia gravin Schimmelpenninck (1857-1932), telg uit het geslacht Schimmelpenninck en dochter van minister mr. Rutger Jan Schimmelpenninck, heer van Nijenhuis, Peckedam en Westerflier (1821-1893). Uit dit huwelijk werden vijf kinderen geboren, van wie er drie met adellijke Duitsers trouwden.

### Loopbaan
Van der Wijck promoveerde te Leiden op De Nederlandsche Oost-Indische bezittingen onder het bestuur van den kommissaris-generaal Du Bus de Gisignies (1826-1830). Daarna trad hij in dienst van het ministerie van Koloniën als adjunct-commies. Hij maakte carrière, doorliep verschillende rangen en werd uiteindelijk de hoogste ambtenaar op dat ministerie: secretaris-generaal; die laatste functie bekleedde hij van 1880 tot 1893. In het laatste jaar trad hij aan als lid van de Raad van State, hetgeen hij tot zijn overlijden in 1909 zou blijven. In de Raad was hij een specialist op koloniaal gebied.
Jhr. mr. H. van der Wijck overleed in Bad Nauheim op 62-jarige leeftijd.